# Campionati svizzeri di sci alpino 1967
I Campionati svizzeri di sci alpino 1967 si svolsero a Pontresina dal 7 al 9 aprile; furono assegnati i titoli di discesa libera, slalom speciale e combinata, sia maschili sia femminili, mentre gli slalom giganti furono cancellati. Oltre agli sciatori svizzeri poterono concorrere al titolo anche gli sciatori di nazionalità liechtensteinese.

## Risultati

### Uomini

#### Discesa libera
| Pos. | Atleta            | Nazione  | Tempo   |
| ---- | ----------------- | -------- | ------- |
| 1    | Dumeng Giovanoli  | Svizzera | 1:38,54 |
| 2    | Willy Favre       | Svizzera | 1:38,92 |
| 3    | Jos Minsch        | Svizzera | 1:40,20 |
| 4    | Peter Rohr        | Svizzera | 1:40,27 |
| 5    | Beat von Allmen   | Svizzera | 1:40,51 |
| 6    | Andreas Sprecher  | Svizzera | 1:41,10 |
| 7    | Hans Peter Rohr   | Svizzera | 1:41,26 |
| 8    | Michel Dätwyler   | Svizzera | 1:41,54 |
| 9    | Kurt Schnider     | Svizzera | 1:42,79 |
| 10   | Jakob Tischhauser | Svizzera | 1:43,10 |

#### Slalom gigante
Gara cancellata.

#### Slalom speciale
| Pos. | Atleta               | Nazione  | Tempo   |
| ---- | -------------------- | -------- | ------- |
| 1    | Jakob Tischhauser    | Svizzera | 1:38,04 |
| 2    | Andreas Sprecher     | Svizzera | 1:38,54 |
| 3    | Willy Favre          | Svizzera | 1:38,69 |
| 4    | Stefan Kälin         | Svizzera | 1:38,98 |
| 5    | Peter Frei           | Svizzera | 1:39,49 |
| 6    | Edmund Bruggmann     | Svizzera | 1:39,51 |
| 7    | Jos Minsch           | Svizzera | 1:42,68 |
| 8    | Jean-Daniel Dätwyler | Svizzera | 1:43,63 |
| 9    | Beat von Allmen      | Svizzera | 1:44,83 |
| 10   | Arnold Alpiger       | Svizzera | 1:45,09 |

#### Combinata
| Pos. | Atleta               | Nazione  | Punti  |
| ---- | -------------------- | -------- | ------ |
| 1    | Willy Favre          | Svizzera | 8720,8 |
| 2    | Andreas Sprecher     | Svizzera | 8784,2 |
| 3    | Jakob Tischhauser    | Svizzera | 8829,5 |
| 4    | Jos Minsch           | Svizzera | 8884,8 |
| 5    | Edmund Bruggmann     | Svizzera | 8925,9 |
| 6    | Beat von Allmen      | Svizzera | 8959,3 |
| 7    | Jean-Daniel Dätwyler | Svizzera | 9018,8 |
| 8    | Peter Frei           | Svizzera | 9025,0 |
| 9    | Arnold Alpiger       | Svizzera | 9186,3 |
| 10   | Adolf Rösti          | Svizzera | 9307,8 |

Data: 7-9 aprile

Classifica stilata attraverso i piazzamenti ottenuti
in discesa libera e slalom speciale

### Donne

#### Discesa libera
| Pos. | Atleta             | Nazione  | Tempo   |
| ---- | ------------------ | -------- | ------- |
| 1    | Madeleine Wuilloud | Svizzera | 1:43,46 |
| 2    | Gret Hefti         | Svizzera | 1:43,54 |
| 3    | Ruth Adolf         | Svizzera | 1:43,62 |
| 4    | Edith Hiltbrand    | Svizzera | 1:44,05 |
| 5    | Bethli Marmet      | Svizzera | 1:44,16 |
| 6    | Käthi Bühler       | Svizzera | 1:44,66 |
| 7    | Fernande Bochatay  | Svizzera | 1:44,91 |
| 8    | Rita Hug           | Svizzera | 1:45,54 |
| 9    | Catherine Cuche    | Svizzera | 1:46,04 |
| 10   | Vreni Inäbnit      | Svizzera | 1:46,47 |

#### Slalom gigante
Gara cancellata.

#### Slalom speciale
| Pos. | Atleta              | Nazione  | Tempo   |
| ---- | ------------------- | -------- | ------- |
| 1    | Fernande Bochatay   | Svizzera | 1:21,23 |
| 2    | Edith Hiltbrand     | Svizzera | 1:21,57 |
| 3    | Catherine Cuche     | Svizzera | 1:23,31 |
| 4    | Ruth Adolf          | Svizzera | 1:24,55 |
| 5    | Madeleine Felli     | Svizzera | 1:24,68 |
| 6    | Madeleine Wuilloud  | Svizzera | 1:24,78 |
| 7    | Bethli Marmet       | Svizzera | 1:25,57 |
| 8    | Vreni Inäbnit       | Svizzera | 1:27,54 |
| 9    | Josianne Conscience | Svizzera | 1:28,74 |
| 10   | Ruth Wehren         | Svizzera | 1:29,03 |

#### Combinata
| Pos. | Atleta             | Nazione  | Punti  |
| ---- | ------------------ | -------- | ------ |
| 1    | Edith Hiltbrand    | Svizzera | 8283,2 |
| 2    | Fernande Bochatay  | Svizzera | 8295,8 |
| 3    | Ruth Adolf         | Svizzera | 8382,3 |
| 4    | Madeleine Wuilloud | Svizzera | 8386,1 |
| 5    | Catherine Cuche    | Svizzera | 8408,5 |
| 6    | Bethli Marmet      | Svizzera | 8436,2 |
| 7    | Madeleine Felli    | Svizzera | 8489,9 |
| 8    | Vreni Inäbnit      | Svizzera | 8575,8 |
| 9    | Gret Hefti         | Svizzera | 8605,6 |
| 10   | Ruth Wehren        | Svizzera | 8669,9 |

Data: 7-9 aprile

Classifica stilata attraverso i piazzamenti ottenuti
in discesa libera e slalom speciale